# Акаша
Акаша (или още Акаш) от Санскрит означава „етер“, в неговото митологично значение, а и като елемент.

## Значение в различните философии

### Индуизъм
В Индуизма Акаша означава основата и същността на всички неща в материалния свят; най-малкият физически елемент, създаден от астралния свят. Това е един от „петте главни елемента“ и неговата главна характеристика е звукът. На хинди значението на Акаша е небе.
В някои индийски философии Акаша (или етера) се определя като петото вещество от физическата материя, което е основата от качеството на звука. Той е Единствената, Вечната и Всепроникваща физическа субстанция, която е неуловима.

### Джайнизъм
Според Джайнистката концепция Акаша е пространството в космоса. Приспада се към категорията на Аджива (полярната противоположност на джива – душа), която е разделена на две части: Лоакаса (частта обитавана от материалния свят) и Алоакаса (пространството отвъд него, което е абсолютно празно). В Лоакаса вселената формира само една част. Акаша е това, което дава пространство и прави място на съществуването и на всичките веществени субстанции.

### Будизъм
В Будистката феноменология Акаша е разделена на Скандха, Деса и Прадеса.
В по-ранните будистки школи се придържат към теорията, че съществуването на Акаша е реално.

### Теософия
В западното религиозно-мистическо учение теософия Акаша и Пространство са идентични и в нея са синтезирани седемте таттви (стихии, главни елемента) – Ади, Анупадака, Акаша (отново), Тейджас, Ваю, Апас и Притхиви. По-късно там се популяризира думата Акаша като прилагателно чрез използването на термина „акашови записки“ или още „библиотека на Акаша“, отнасящ се до етерен компендиум с цялото познание и история.

### Съвременно езичество
Съвременните езичници вярват, че Акаша, Духа, е Петия Елемент. Скот Кънингам определя Акаша като духовната сила от която Земя, Въздух, Огън и Вода, всички те произлизат. Някои също вярват, че съчетанието на четирите елемента прави Акаша и че Акаша съществува във всяко живо същество; без Акаша, няма дух, няма душа, няма магия.
Петте елемента работят за създаването на позитивни промени на земята. Постига се чрез медитация, което допринася за благотворни промени в живота на човека. Акашовата духовност е холистична. Практикуващите се учат да поддържат ментално и физическо здраве чрез медитация, упражнения, ритуали и диети.
Най-горната точка на пентаграма или петолъчката в кръг, символизира Акаша. Останалите изобразяват Огън, Земя, Въздух и Вода. Докато Земята се определя като „север“; Огъня е „юг“; въздуха е „изток“; Водата е „запад“, Акаша е „центъра“.

## В народната култура

### Музика
- Акаша е Рок група от Коста Рика. Групата е свирила с банди като П.О.Д. и Корн.